# داني ورث
داني ورث (بالإنجليزية: Danny Worth)‏ هو لاعب كرة قاعدة أمريكي، ولد في 30 سبتمبر 1985 في لوس أنجلوس في الولايات المتحدة.

## وصلات خارجية
- داني ورث على موقع دوري كرة القاعدة الرئيسي (الإنجليزية)
- داني ورث على موقع دوري كوريا الجنوبية لكرة القاعدة (الإنجليزية)
- داني ورث على موقعبيزبول رفرنس.كوم (الدوري الرئيسي) (الإنجليزية)
- داني ورث على موقعبيزبول رفرنس.كوم (الدوري الثانوي) (الإنجليزية)
- داني ورث على موقع إي إس بي إن.كوم (أم.أل.بي) (الإنجليزية)
- داني ورث على موقع مشجعي الرسوم البيانية (الإنجليزية)